# Rompetrol
The Rompetrol Group N.V. es una compañía petrolera rumana, que opera en un gran número de países en toda Europa. El grupo es activo principalmente en refino, comercialización y venta, con operaciones adicionales de exploración y producción, y otros servicios de la industria petrolera como perforación, EPCM, y transporte.

## Operaciones
- Rumania – 2ª compañía petrolera del país, 40% del mercado
- Francia – 7ª compañía petrolera del país, 5% del mercado
- España – 10.ª compañía petrolera del país, 5% del mercado
- Rusia – 15.ª compañía petrolera del país, 1% del mercado
- Ucrania – 7ª compañía petrolera del país, 5% del mercado
- Hungría – 7ª compañía petrolera del país, 5% del mercado
- Bulgaria – 3ª compañía petrolera del país, 15% del mercado
- Serbia y Montenegro – 4ª compañía petrolera del país, 10% del mercado
- Moldavia – 3ª compañía petrolera del país, 30% del mercado
- Albania – 4ª compañía petrolera del país, 20% del mercado
- Georgia – 5ª compañía petrolera del país, 5% del mercado[1]

## Divisiones
El Grupo Rompetrol N.V. es propiedad de la refinería Petromidia de Năvodari, Rumania, renombrada Rompetrol Rafinare S.A. que fue construida entre 1975 y 1977 y modernizada en la década de 1990, actualmente tiene una capacidad de procesar 14.000 toneladas diarias de petróleo crudo. 
Rompetrol también posee la refinería Vega, construida en 1904 y adquirida por Rompetrol en 1999, que es la única productora rumana de un amplio rango de SPBS, disolventes para polimerización, betún, petróleo para calefacción y catalizadores para procesado del petróleo.
En diciembre de 2006, el Grupo Rompetrol N.V. adquirió la compañía petrolera francesa Dyneff S.A., tomando el control sobre su estructura de refinado así como su red de estaciones de servicio en Francia.
El Grupo Rompetrol N.V. es propiedad en un 25% de Rompetrol Holding S.A.

## Historia
- 1974 – Rompetrol es establecido como operador internacional de la industria petrolera rumana.
- 1993 – Fue privatizada por Management and Employee Buy Out (“MEBO”) y el volumen de negocio subsecuentemente se redujo por debajo de los $6 millones para 1998
- 1998 – Las acciones de control son adquiridas por Dinu Patriciu y un grupo de inversores locales
- 1999 – La compañía holding funda The Rompetrol Group B.V.(‘TRG’) en los Países Bajos. La primera gran adquisición. Se compra la refinería Vega - localizada en Ploieşti– y dobla sus volumen de ingresos después de nueve meses
- 2000 – Inversión de capital privado estadounidense manejado por Romania & Moldova Direct Fund, L.P.
- 2000 – Rompetrol se hace cargo de Petros -en ese momento el principal operador de campos de petróleo de Rumania. La compañía ha sido renombrada Rompetrol Well Services. La mayor adquisición del Grupo, Petromidia S.A., es también la mayor y más sofisticada refinería de petróleo rumana. Rompetrol se compromete a realizar un proceso de modernización sostenida para hacer de Petromidia una instalación de referencia en Europa Central y del Este.
- 2001 – Rompetrol crea Rominserv S.A., primera empresa de Rumanía en Ingeniería de Construcción y Mantenimiento (EPCM) centrada en el sector petrolífero.
- 2002 – OMV de Austria compra el 25,1% de TRG NV; sale RMDF; el presidente de OMV Dr. Wolfgang Ruttenstorfer se une al consejo de TRG
- 2002–2003 – Rompetrol abre filiales en la vecina Moldavia (Rompetrol Moldavia) y Bulgaria (Rompetrol Bulgaria)
- 2003 – The Rompetrol Group B.V. se convierte en The Rompetrol Group N.V.
- 2004 – OMV toma el control de Petrom y vende su participación del 25,1% en TRG N.V.
- 2005 – Los más significantes resultados de un primer trimestre con beneficios netos alcanzando $43 millones. Rompetrol empieza operaciones en Albania y abre una oficina representativa en Moscú
- 2005 – The Rompetrol Group N.V. anuncia la adquisición del 100% de la compañía francesa Dyneff S.A.
- 2006 – Rompetrol abre una filial en Ucrania - Rompetrol Ucrania
- 2007 – En agosto de 2007, la compañía Kazakha KazMunayGas adquiere el 75% de las acciones de Rompetrol en propiedad de Dinu Patriciu por alrededor de US$ 2.70 millones[2]
- 2009 – En agosto de 2009, Rompetrol abre su primera estación de servicio Litro, en la autopista A2 rumana, diseñada como la marca premium del grupo[3]